# 千人計画
千人計画（せんにんけいかく、簡: 千人计划; 英: Thousand Talents Plan; TTP）または、海外ハイレベル人材招致計画（かいがいハイレベルじんざいしょうちけいかく）は、中国共産党と中華人民共和国政府が科学研究、技術革新、起業家精神における国際的な専門家を認定し、採用するために2008年に策定した人材獲得のための計画、制度。
2023年8月のロイターの報道によると、現在本計画は「启明计划（Qiming jihua）」と改称され、中華人民共和国工業情報化部が管理している。

## 概要
中国の優秀な学生は海外で高度研究に取り組むことが多く、その多くが華僑として留学後も海外に残っている（頭脳流出）。中国側は、「この状況を打開するために、中国の大学の規模と威信を高め、世界最高レベルの大学から華僑や外国生まれの優秀な人材を招致することを目的として、2008年に創設された認定制度」と主張している。創設は2008年であるが、中国共産党中央委員会と中華人民共和国国務院が国内の技術革新と国際競争力を強化するために2010年に共同で構想した中国国家人材育成計画としてその重要度がより高められ、10年間で7,000人以上の人々を呼び寄せた。日本においても東京大学、京都大学、大阪大学、名古屋大学、東京工業大学、筑波大学など有名大学の博士やポスドク（博士研究員）を対象に募集が行われている。例えば東京大学の場合だと、東京大学中国科学技術振興協会と全日本中国科学技術振興協会が主催している。
この賞には二つの認定基準があり、一つは中国の学術界への長期的な貢献によるもので、もう一つは国際的な一流大学や研究機関で働く専門家を対象としたものである。
また、認定は以下の三つのカテゴリに分類されている。
- 千人計画－創新人材 - 55歳以下の中国人学者
- 千人計画－外国人 - 55歳以下の外国人
- 千人計画－若手学生（または中国の海外若手人材プロジェクト） - 40歳以下

## 表彰
千人計画は、主に海外の一流教育を受け、起業家、専門家、研究者として成功を収めた中国国民を対象としているが、科学と技術革新における中国の国際競争力にとって重要なスキルを持つ外国生まれのエリート専門家も少数含まれている。後者のカテゴリーの国際専門家は、通常、ノーベル賞やフィールズ賞などの主要な賞を受賞しており、第一に、中国にとって重要な技術分野で国際的に有名な貢献をしたこと、第二に、世界トップレベルの大学で常勤職に就いているか、国際的に重要な研究機関で上級職に就いていることが期待されている。
2013年には、世界有数の大学でインパクトのある研究を行った40歳以下の教員を誘致するために千人計画－青年が創設された。これらの教授職は中国のどの大学に所属していても構わないが、最も権威のある大学（九校連盟）に所属している個人に偏って授与される。本計画と長江学者奨励計画の両方を受賞した数少ない人は、ふつう九校連盟に関連している。

## 利点
この計画は、選抜された個人に「千人計画特別教授」または「若手千人計画特別教授」という名誉称号を与え、様々な優遇措置が適用され、卓越した能力を持つ外国人には中国の入国ビザも発行される。選抜された研究者には100万人民元の一度限りの賞金と、研究や学術交流のための多額の資金、住宅費や交通費の援助が提供される。千人計画の奨学生は、政府からの高水準の資金援助を受けることができる。

## 懸念
この計画は国際的に優秀な人材を中国に招致することに成功しているが、有能な科学者の多くが中国での短期滞在を希望しているものの、欧米の主要大学での終身雇用の地位を放棄したくないということで、これらの優秀な人材を確保するための効果には疑問を持つものもいる。また、中国の2つの最高の学術賞である「千人計画教授賞」と「長江（揚子江）奨学金」のいずれかを受賞した個人は、中国の最も裕福な大学の採用対象となることが多いため、教育部は2013年と2017年に、中国の大学が互いに優秀な人材を引き抜くことを禁じる通知を出している。
軍事転用可能なデュアルユース技術を含む最先端技術の獲得のために、中国は海外から優秀な研究者を積極的に呼び寄せている。本計画が代表的なもので、「核技術、有人宇宙飛行、有人潜水艇、北斗衛星ナビゲーション・システム、軍需産業などの分野でネックとなっていた技術的難関を突破させた」としている。
日本における千人計画の代表人物として、日本に10数年間滞在し、公的研究機関に勤めた後、2005年7月につくば市につくばテクノロジーを設立した王波が挙げられる。同社は日本政府から6億円以上の研究資金を受け、海外に技術を輸出している。また、王波は2006年に中国に帰国し、西安筑波科学技術有限公司を創業し、中国の先端技術産業に貢献している。同氏は、千人計画における海外人材のリクルートや中日交流事業に熱心に取り組んでいる。
研究者からは「本当は日本で働きたい。自分を含めて中国に来た研究者は、働けるなら日本にいたいというのが本音。給料が高いから中国に行くのではなく、日本に研究者としてのポストがない。」として、研究環境に関する国家間格差に対する懸念の声も上がっている。

## 米中関係に対する影響
アメリカで鍛えられた科学者を中国に呼び戻す計画の成功は、アメリカから懸念の目で見られており、2018年以降激しさを増す米中貿易戦争を含めた、アメリカと中国の覇権争いも背景にあって、2018年6月の国家情報会議の報告書では、計画の根底にある動機が「アメリカの技術、知的財産、ノウハウを中国へ合法・違法な移転を促進するため」であると述べられている。2019年4月、テキサス大学MDアンダーソンがんセンターは外国政府から非公式に収入を得ている3人の中国系研究者を解雇した。2019年11月、米上院行政監視小委員会と国土安全保障・政府問題委員会は、同計画を国家安全保障への脅威と指摘している。兵器にも応用可能な最先端技術を産業スパイとして盗む恐れがあるため、千人計画で採用された人材への監視が厳しくなっており、司法省はアメリカの科学者を監視するチャイナ・イニシアチブを開始し、2020年1月に連邦捜査局は、同計画とのつながりについて嘘をついていたとして、ハーバード大学化学・ケミカルバイオロジー学科のチャールズ・M・リーバー学科長を逮捕するなどの事件も起こっている。影響は科学者だけでなく、金融面にも及び、同年8月にはアメリカ最大の公的年金であるカルパースの最高投資責任者に就任した中国系アメリカ人で中国の元国家外貨管理局副最高投資責任者のユ・ベン・ミン（Yu Ben Meng、中国語名：孟宇）は千人計画との関わりを指摘されて辞任に追い込まれた。
国務省はテキサス州ヒューストンの中国総領事館が中国が科学技術の先端情報を違法収集するための一大拠点だったとして、2020年7月24日に閉鎖を命じた。ヒューストンには世界最大の医療機関の集積地テキサス医療センターがあり、総領事館は過去10年間に少なくとも50回にわたり、中国人や外国人の研究者を勧誘するのにも使われた。2020年7月、FBIのクリストファー・レイ長官はヒューストンの中国系企業の代表だった中国系科学者が潜水艦に使われる技術を盗んだ事件やオクラホマ州バートルズビルのフィリップス66に勤務していた中国人研究者が10億ドル（約1060億円）相当の電池技術に関する企業秘密を盗んだ事件もヒューストン総領事館が関与したと明らかにした。

## 日本との関係
日本からも著名な研究者が数多く参加している。読売新聞の取材によると、24人の研究者が千人計画への参加や表彰を受けるなどの関与を認め、このほか、大学のホームページや本人のブログなどで参加・関与を明かしている研究者も20人確認されている。
日本では、中国による外国人研究者の引抜策との懸念を持つ声も強く、とくに右派メディアからは日本研究者の持つ高度な技術や機密情報を事実上買収しようとするものではないかとの懸念が語られることも多い。ジャーナリストで千葉大学客員教授の高口康太によれば、主なターゲットは海外移住した中国人で、中国政府からすれば頭脳流出したエリートを取り戻す性格が強いという。